# Флэш (саундтрек)
«Флэш» (оригинальный саундтрек) — саундтрек к фильму режиссёра Энди Мускетти «Флэш» (2023), основанному на одноимённом супергерое DC Comics. Является 13-м фильмом Расширенной вселенной DC (DCEU). Саундтрек написан композитором Бенджамином Уоллфишем, который работал с Мускетти над фильмами ужасов «Оно» (2017) и «Оно 2» (2019), а также над картиной «Шазам!» (2019). Альбом был выпущен лейблом WaterTower Music 16 июня 2023 года. Главные четыре сингла, «World’s Collide», «Run», «I Am Batman» и «Sounds About Right, Bruce», вышли 12 и 31 мая.

## Создание и выпуск
Энди Мускетти пригласил Бенджамина Уоллфиша для написании музыки к «Флэшу» летом 2020 года, однако официально участие композитора было подтверждено в апреле 2021 года. Уоллфиш приступил к работе 26 августа 2022 года на студии Abbey Road в Лондоне и закончил к сентябрю того же года. В марте 2023 года Мускетти опубликовал в Instagram видеоклип из саундтрека Уоллфиша с Майклом Китоном, который повторил роль Брюса Уэйна / Бэтмена из серии фильмов Тима Бёртона «Бэтмен». Композитор использовал тему Дэнни Эльфмана из фильмов Бёртона в качестве отсылки.
Первым произведением, написанным Уоллфишем для фильма, стала песня «Run» (с англ. — «Беги»), которую он описал как «беспокойную» и «олицетворяющую кризис Барри после потери матери». Композитор представил режиссёру черновой вариант темы и другие идеи. Два года спустя, во время монтажа первой версии фильма, Мускетти удивил Уоллфиша, включив фортепианную музыку в одну из ключевых сцен картины; Уоллфиш дал высокую оценку данной идее и композиция вошла в финальный вариант.
Трек был выпущен в качестве сингла альбома 12 мая 2023 года вместе с другой композицией — «World’s Collide» (с англ. — «Столкновение миров»), содержавшей тему Бэтмена от Эльфмана, которая прозвучала во время сцены с участием персонажа Майкла Китона в кульминационном эпизоде. Уоллфиш и Мускетти провели более 50 итераций, чтобы найти правильную тему, даже несмотря на то, что оркестр записывался.
31 мая 2023 года Уоллфиш представил две темы для Бэтменов Китона и Бена Аффлека из Расширенной вселенной DC — «I Am Batman» (с англ. — «Я — Бэтмен») и «Sounds About Right, Bruce» (с англ. — «Звучит неплохо, Брюс»). Саундтрек ленты, включающий 40 тем, написанных Уоллфишем, был выпущен лейблом WaterTower Music 16 июня 2023 года.

## Список композиций
| №                   | Название                                  | Длительность |
| ------------------- | ----------------------------------------- | ------------ |
| 1.                  | «Are You Actively Eating That Candy Bar?» | 0:58         |
| 2.                  | «Sounds About Right, Bruce»               | 4:16         |
| 3.                  | «Collapsing East Wing»                    | 2:49         |
| 4.                  | «Baby Shower»                             | 2:08         |
| 5.                  | «Nora»                                    | 3:22         |
| 6.                  | «Run»                                     | 1:44         |
| 7.                  | «Not This Time, Kid»                      | 1:11         |
| 8.                  | «Can of Tomatoes»                         | 1:54         |
| 9.                  | «See You Soon»                            | 1:14         |
| 10.                 | «Please Work»                             | 1:28         |
| 11.                 | «Today's the Day»                         | 1:44         |
| 12.                 | «Phasing»                                 | 1:31         |
| 13.                 | «Escape from the Lab»                     | 2:01         |
| 14.                 | «Zod»                                     | 1:15         |
| 15.                 | «What Is This Place?»                     | 1:20         |
| 16.                 | «Spaghetti»                               | 1:24         |
| 17.                 | «Into the Batcave»                        | 2:14         |
| 18.                 | «I Loved You First»                       | 1:35         |
| 19.                 | «Fate»                                    | 1:03         |
| 20.                 | «I Am Batman»                             | 2:06         |
| Общая длительность: | Общая длительность:                       | 83:31        |

## Дополнительная музыка
В фильме «Флэш» также звучат следующие песни: «If You Leave Me Now» группы Chicago, «Bad Fun» группы The Cult, «Pedro Navaja» от Натали Фернандес, «Piensa en mí» от Натальи Лафуркаде, «Пуритане» от Винченцо Беллини в исполнении Compagnia d’Opera Italiana, Линды Кампанеллы и Антонелло Готта, «Alright» от Supergrass, «25 or 6 to 4» группы Chicago, «Salute Your Solution» группы The Raconteurs, «Si Tú Supieras Compañero» от Розалии и «This Too Shall Pass» группы OK Go. Также в фильме звучит тема Чудо-женщины, созданная Хансом Циммером.

## Отзывы
Джонни Олексински из New York Post написал: «По коже бегут мурашки, когда запоминающаяся тема крестоносца в плаще от композитора Дэнни Эльфмана из 80-х и 90-х годов пронзительно вплетается в новую музыку Бенджамина Уоллфиша». Джек Пули, написавший для WhatCulture, отметил, что музыка Уоллфиша «явно напоминает дерзкий саундтрек Алана Сильвестри» и «сочетает оркестровую мощь с пульсирующими электронными элементами с захватывающим эффектом», что «очень хорошо дополняет визуальную составляющую». По мнению Кристофера Пернелла из The Philippine Star, «в последние годы Бенджамин Уоллфиш создал достойные восхищения композиции для фильмов ужасов и драматических кинолент, но ничто не может сравниться с ощущением, когда вновь слышишь музыкальные фрагменты „Бэтмена“ Дэнни Эльфмана, а также других супергеройских тем, которые однажды станут культовыми».